# Хенриета фон Насау-Вайлбург
Вижте пояснителната страница за други личности с името Хенриета фон Насау-Вайлбург.
Хенриета Александрина Фридерика Вилхелмина фон Насау-Вайлбург (на немски: Henriette Alexandrine Friederike Wilhelmine Prinzessin von Nassau-Weilburg; * 30 октомври 1797, дворец Еремитаже при Байройт; † 29 декември 1829, Виена) е принцеса от Насау-Вайлбург и чрез женитба ерцхерцогиня на Австрия.

## Живот
Дъщеря е на княз Фридрих Вилхелм фон Насау-Вайлбург (1768 – 1816) и съпругата му принцеса Луиза Изабела фон Кирхберг-Сайн-Хахенбург (1772 – 1827).
Хенриета се омъжва на 17 септември 1815 г. във Вайлбург за ерцхерцог Карл Австрийски (1771 – 1847), херцог на Тешен, син на император Леополд II. Той е 26 години по-голям от нея. Хенриета фон Насау-Вайлбург донася във Виена през 1816 г. първото коледно дърво с горящи свещи.
Тя умира на 32 години през 1829 г.

## Деца
- Мария Тереза (1816 – 1867), кралица на Двете Сицилии
- Албрехт Фридрих Рудолф (1817 – 1895)
- Карл Фердинанд (1818 – 1874)
- Фридрих Фердинанд Леополд (1821 – 1847)
- Рудолфх Франц (*/† 1822)
- Мария Каролина (1825 – 1915), омъжена за ерцхерцог Райнер (1827 – 1913)
- Вилхелм Франц Карл (1827 – 1894)